# Kvalifikacije za Zonske lige 1955./56.
U natjecateljskoj sezoni 1955./56. odlukom Vanredne skupštine FS od 28. kolovoza 1955. godine zbog potrebe stvaranja šire baze srednjeg kvaliteta prvi put su počele funkcionirati zonske lige – ukinuta je Druga savezna liga koja je imala 10 članova, a umjesto nje formirane su  četiri zone, s ukupno 59 klubova.

## Prva zona
(Slovenija i Hrvatska bez Slavonije i južne Dalmacije)

Ligu je sačinjavalo osam klubova iz Hrvatske i četiri kluba iz Slovenije:

### Formiranje lige
a) Hrvatska:

•	Lokomotiva (Zagreb), povratnik iz Prve lige

•	Metalac (Zagreb), povratnik iz Druge lige

•	Split, Rijeka, Trešnjevka (Zagreb), Šibenik iz Hrvatsko-slovenske lige direktno

•	Segesta (Hrvatsko-slovenska liga) i Karlovac (poslije kvalifikacija)

b) Slovenija:

•	Odred (Ljubljana), povratnik iz Druge lige

•	Ljubljana i Branik (Maribor) iz Hrvatsko-slovenske lige direktno

•	NK Nova Gorica, poslije kvalifikacija prvoplasiranih timova Slovenske lige Zapad i Istok (pobijedila Rudar iz Trbovlja)

### Kvalifikacije za popunu lige
а) Hrvatska (dva kluba)

Sudionici:

•	Segesta (Sisak), povratnik iz Hrvatsko-slovenske lige

•	Jedinstvo (Čakovec), prvak Varaždinskog podsaveza

•	Orijent (Rijeka), prvak Riječkog podsaveza

•	Rudar (Raša), prvak Pulskog podsaveza

•	Siscija (Sisak), prvak Sisačkog podsaveza

•	Karlovac, prvak Karlovačkog podsaveza

•	Grafičar (Zagreb), prvak grada Zagreba

•	Zmaj (Makarska), prvak Splitskog podsaveza

•	Borac (Virovitica), prvak Bjelovarskog podsaveza

1. kolo:

Jedinstvo (Čakovec) – Orijent (Rijeka) 			2:0 i 1:7

Rudar (Raša) – Siscija (Sisak)				1:6 i 1:7

Karlovac – Grafičar	(Zagreb)				2:0 i 0:1			

Borac (Virovitica)  – Zmaj (Makarska)			   ? i 2:3

2. kolo:

Segesta (Sisak) – Siscija (Sisak)				3:1 i 0:1

Zmaj (Makarska) – Karlovac				1:2 i 1:3 

Orijent (Rijeka)	 					slobodan

Liga tri kluba po dvostrukom bod – sistemu

Karlovac – Orijent (Rijeka)					2:1 i 2:2

Segesta (Sisak) – Karlovac 					2:0 i 0:4

Orijent (Rijeka) – Segesta (Sisak)				1:3 i 0:3

1	Segesta, Sisak	4	3	0	1	8:5	+3	6

2	Karlovac	4	2	1	1	8:5	+3	5

3	Orijent, Rijeka	4	0	1	3	4:10	-6	1

Karlovac i Segesta (Sisak) su se plasirali u Prvu zonu.

b) Slovenija (jedan klub)

Rudar (Trbovlje) – Nova Gorica 				4:1 i 1:5

Nova Gorica plasirala se u Prvu zonu.

## Druga zona A
(Bosna i Hercegovina)

### Formiranje lige
•	Zenica iz rasformirane Druge savezne lige

•	Sloboda (Tuzla), Bosna (Visoko), Borac (Banja Luka), Bratstvo (Travnik) i Bosna (Sarajevo) iz lige Bosne i Hercegovine

•	Romanija (Sarajevo), Mladost (Prijedor), Borac (Čapljina) i Jedinstvo (Brčko), prvaci podsaveznih liga

•	Iskra (Bugojno) i Sloga (Doboj) drugoplasirani timovi podsaveznih liga – poslije kvalifikacija

### Kvalifikacije za popunu lige
Sudionici :

•	Borac (Bosanska Dubica), drugoplasirani iz Banjalučkog podsaveza

•	Iskra (Bugojno), drugoplasirani iz Sarajevskog podsaveza

•	Metalac (Konjic), drugoplasirani iz Mostarskog podsaveza

•	Sloga (Doboj), drugoplasirani iz Tuzlanskog podsaveza

…

Iskra (Bugojno) – Metalac (Konjic)				4:0

Sloga (Doboj) – Borac (Bosanska Dubica)			5:1

Metalac (Konjic) – Sloga (Doboj)				1:1

Iskra (Bugojno) – Borac (Bosanska Dubica)			1:0

…

1 Sloga Doboj 6 3 2 1 13 5 8								

2 Iskra Bugojno 6 4 0 2 11 5 8								

3 Borac Bosanska Dubica 6 2 1 3 7 11 5								

4	Metalac Konjic 6 1 1 4 4 14 3							

U Drugu „A“ zonu su se plasirali Sloga (Doboj) i Iskra (Bugojno)

## Druga zona B
(Crna Gora, Hrvatska – Dubrovnik i BiH – Trebinje)

### Formiranje lige
•	Lovćen (Cetinje) iz rasformirane Druge lige

•	Leotar (Trebinje) drugoplasirani tim iz lige Bosne i Hercegovine

•	Dubrovnik, iz Splitskog podsaveza, poslije zajedničkih kvalifikacija

•	Sutjeska (Nikšić), Mladost (Titograd), Radnički (Nikšić), Radnički (Ivangrad) i Jedinstvo (Herceg Novi) iz Lige Crne Gore

•	Arsenal (Tivat) i Dubrovnik, poslije kvalifikacija, u kojima je sudjelovala i Iskra iz Danilovgrada

•	Jedinstvo (Bijelo Polje), poslije kvalifikacija prvaka obje grupe Titogradskog podsaveza 

### Kvalifikacije za popunu lige
a) za osmo mjesto:

Mogren (Budva) – Jedinstvo (Bijelo Polje) 			1:1 i 0:3 (par-forfe).

Mogren je odustao od revanša zbog financijskih poteškoća, po izjavama službenika kluba put od 450 kilometara, u oba smjera, košta ih 50.000 dinara, a oni taj iznos nemaju.

b) za deveto i deseto mjesto:

Igralo se po jednostrukom bod-sistemu, na neutralnom terenu, u viši rang su otišla dva prvoplasirana tima.

Nikšić: Iskra (Danilovgrad) – Arsenal (Tivat)		3:1

Trebinje: Iskra (Danilovgrad) – Dubrovnik			1:5

Kotor: Arsenal (Tivat) – Dubrovnik				2:1

1	Dubrovnik	2	1	0	1	6:3	+3	2

2	Arsenal, Tivat	2	1	0	1	3:4	-1	2

3	Iskra, Danilovgrad	2	1	0	1	4:6	-2	2

U Drugu „B“ zonu su se plasirali Dubrovnik i Arsenal (Tivat)

## Treća zona
(Vojvodina, Slavonija, Beograd, Aranđelovac, Valjevo)

### Formiranje lige
U ligu su automatski ušli:

-	Dinamo (Pančevo), Šumadija (Beograd), Jedinstvo (Zemun) –  tri kluba iz Srpske lige – Sjeverna grupa

-	Borovo iz Hrvatsko-slovenske lige (iz prethodne sezone)

Poslije kvalifikacija: 

-	BASK (Beograd) i Jedinstvo (Stara Pazova) iz Prve grupe

-	Mladi radnik (Požarevac) i Bačka (Bačka Palanka) iz Druge grupe

-	Šumadija (Aranđelovac) i Radnički (Sombor) iz Treće grupe

-	Smederevo i Proleter (Zrenjanin) iz Četvrte grupe

-	Budućnost (Valjevo) i Dinamo (Vinkovci) iz Pete grupe

### Kvalifikacije za popunu lige
U kvalifikacijama za Treću zonu sudjelovalo je 19 klubova, u četiri grupe po četiri, u prvoj tri kluba. Po dvije najuspješnije ekipe u svakoj od mini liga stjecale su status u Trećoj zoni.

Sudionici kvalifikacija:

•	Po dva kluba iz Vojvođanskih međupodsaveznih liga: Srem (Srijemska Mitrovica), Mladost (Bački Petrovac), Proleter (Zrenjanin), Jedinstvo (Vršac), Hajduk (Kula) i Bratstvo (Ada)

•	Klubovi plasirani od 4 do 8. mjesta u Srpskoj ligi – Sjever: Jedinstvo (Stara Pazova), Radnički (Sombor), Bačka (Bačka Palanka), Banat (Kikinda) i Čukarički (Beograd)

•	Četiri kluba iz Srpske lige – Jug: Budućnost (Valjevo), Smederevo, Mladi radnik (Požarevac) i Šumadija (Aranđelovac)

•	Prvak Brodskog podsaveza: Dinamo (Vinkovci)

•	Prvak Osječkog podsaveza: Šparta (Beli Manastir)

•	Prvak Beograda: BUSK

•	Prvak Beogradskog podsaveza: Rudar (Kostolac) 

Grupa 1:

1. kolo	Jedinstvo (Stara Pazova) – Mladost (Bački Petrovac)	4:1

2. kolo	BUSK (Beograd) – Jedinstvo (Stara Pazova)		4:0

3. kolo	Mladost (Bački Petrovac) – BUSK (Beograd)		0:3

4. kolo	Mladost (Bački Petrovac) – Jedinstvo (Stara Pazova)	4:0

5. kolo	Jedinstvo (Stara Pazova) – Mladost (Bački Petrovac)	2:0

6. kolo	BUSK (Beograd) – Mladost (Bački Petrovac)		2:0

1	BUSK, Beograd	4	3	0	1	9:2	+7	6

2	Jedinstvo, Stara Pazova	4	2	0	2	6:9	-3	4

3	Mladost, Bački Petrovac	4	1	0	3	5:9	-4	2

Grupa 2

1. kolo	Srem (Srijemska Mitrovica) – Bratstvo (Ada)		5:1

	Mladi Radnik (Požarevac) – Bačka (Bačka Palanka)	3:1 (2:1)

2. kolo	Srem (Srijemska Mitrovica) – Mladi Radnik (Požarevac)	0:0 (0:1)

	Bratstvo (Ada) – Bačka (Bačka Palanka)			3:4

3. kolo	Mladi radnik (Požarevac) – Bratstvo (Ada)			5:1

	Bačka (Bačka Palanka) – Srem (Srijemska Mitrovica)	1:2

4. kolo 	Bratstvo (Ada) – Srem (Srijemska Mitrovica)		2:1

	Bačka (Bačka Palanka) – Mladi radnik (Požarevac)	2:0

5. kolo	Mladi radnik (Požarevac) – Srem (Srijemska Mitrovica)	2:0

	Bačka (Bačka Palanka) – Bratstvo (Ada)			5:1

6. kolo	Bratstvo (Ada) – Mladi radnik (Požarevac)			?

	Srem (Srijemska Mitrovica) – Bačka (Bačka Palanka)	2:2

Zbog nastupa Slobodana Živkovića za Mladi radnik (Požarevac) poništene su utakmice i igrane nove (rezultat u zagradi). Igrač je 15. lipnja 1955. godine kažnjen zabranom igranja od mjesec dana, ali mu je kaznu bespravno smanjio Podunavski fudbalski centar u Požarevcu, na što su se žalili Bačka i Srem.

1	Mladi radnik, Požarevac	5	3	1	1	9:4	+5	7

2	Bačka, Bačka Palanka	6	3	1	2	13:8	+5	7

3	Srem, Srijemska Mitrovica	6	2	2	2	10:8	+2	6

4	Bratstvo, Ada	5	1	0	4	8:20	-12	2

Tablica je nekompletna jer nedostaje rezultat s utakmice Bratstvo (Ada) – Mladi Radnik Požarevac).

Grupa 3

1. kolo	Radnički (Sombor) – Šumadija (Aranđelovac)		3:3

	Rudar (Kostolac) – Šparta (Beli Manastir)			2:1

2. kolo	Šparta (Beli Manastir) – Šumadija (Aranđelovac)		2:3

	Rudar (Kostolac) – Radnički (Sombor)			1:4

3. kolo	Radnički (Sombor) – Šparta (Beli Manastir)		1:0

	Šumadija (Aranđelovac) – Rudar (Kostolac)		3:0

4. kolo	Šparta (Beli Manastir) – Rudar (Kostolac)			2:4

	Šumadija (Aranđelovac) – Radnički (Sombor)		3:1

5. kolo	Šumadija (Aranđelovac) – Šparta (Beli Manastir)		2:2

	Radnički (Sombor) – Rudar (Kostolac)			3:3

6. kolo	Šparta (Beli Manastir) – Radnički (Sombor)		1:5

	Rudar (Kostolac) – Šumadija (Aranđelovac)		2:1

1	Šumadija, Aranđelovac	6	3	2	1	15:10	+5	8

2	Radnički, Sombor	6	3	2	1	18:12	+6	8

3	Rudar, Kostolac	6	3	1	2	12:14	-2	7

4	Šparta, Beli Manastir	6	0	1	5	8:17	-9	1

Grupa 4:

1. kolo  Proleter (Zrenjanin) – Hajduk (Kula)			1:0

	Banat (Kikinda) – Smederevo				5:2

2. kolo	Banat (Kikinda) – Hajduk (Kula)				2:3

	Smederevo – Proleter (Zrenjanin)				4:1

3. kolo	Hajduk (Kula) – Smederevo					1:0

	Proleter (Zrenjanin) – Banat (Kikinda)			1:0

4. kolo	Proleter (Zrenjanin) – Hajduk (Kula)			3:1

	Smederevo – Banat (Kikinda)				7:0

5. kolo	Hajduk (Kula) – Banat (Kikinda)				3:0

	Proleter (Zrenjanin) – Smederevo				0:0

6. kolo	Smederevo – Hajduk (Kula)					6:1

1	Proleter, Zrenjanin	6	4	1	1	8:5	+3	9

2	Smederevo	6	3	1	2	19:8	+11	7

3	Hajduk, Kula	6	3	0	3	9:12	-3	6

4	Banat, Kikinda	6	1	0	5	7:18	-11	2

Grupa 5:

1. kolo	Budućnost (Valjevo) – Dinamo (Vinkovci)			1:0

	Jedinstvo (Vršac) – Čukarički (Beograd)			2:1

2. kolo	Budućnost (Valjevo) – Čukarički (Beograd)		2:0

	Dinamo (Vinkovci) – Jedinstvo (Vršac)			3:0

3. kolo	Čukarički (Beograd) – Dinamo (Vinkovci)			1:2	

	Jedinstvo (Vršac) – Budućnost (Valjevo)			1:1

4. kolo	Jedinstvo (Vršac) – Čukarički (Beograd)			3:0

	Dinamo (Vinkovci) – Budućnost (Valjevo)			4:0

5. kolo	Čukarički (Beograd) – Budućnost (Valjevo)		2:1

	Jedinstvo (Vršac) – Dinamo (Vinkovci)			1:0

6. kolo	Dinamo (Vinkovci) – Čukarički (Beograd)			3:0

	Budućnost (Valjevo) – Jedinstvo (Vršac)			2:1

1	Dinamo, Vinkovci 	6	4	0	2	12:3	+9	8

2	Budućnost, Valjevo	6	4	0	2	8:8	0	8

3	Jedinstvo, Vršac	6	3	0	3	8:8	0	6

4	Čukarički, Beograd	6	1	0	5	4:13	-9	2

## Četvrta zona
(Makedonija i ostatak Srbije)

### Formiranje lige
U Ligu su automatski ušli:

•	Vardar (Skoplje), povratnik iz Prve savezne lige

•	Rabotnički (Skoplje), povratnik iz Druge savezne lige

•	Radnički (Kragujevac), Radnički (Niš) i Timok (Zaječar) iz Srpske lige – Jug

•	Metalac (Skoplje), Pobeda (Prilep) i Tikveš (Kavadarci) iz Makedonske lige

	Poslije kvalifikacija: 

•	Borac (Čačak), Trepča (Kosovska Mitrovica), Rabotnik (Bitolj), Bregalnica (Štip)

	Naknadno:

•	Sloga (Kraljevo) 

### Kvalifikacije za popunu lige
U četiri grupe, tri s po tri ekipe i jedna s četiri ekipe, a u ligu ulaze prvaci grupa. Igralo se po duplom-bod sistemu. Kvalifikacije su započele 26. lipnja, a centar zone je u Skoplju.

Prva grupa:

Sudionici: Dubočica (Leskovac), Borac (Čačak) i Ohrid

Ohrid – Borac (Čačak)			0:5

Dubočica (Leskovac) – Borac (Čačak)		4:0

Ohrid – Dubočica (Leskovac)			2:2

Borac (Čačak) – Ohrid			5:0

Borac (Čačak) – Dubočica (Leskovac)		3:1

Dubočica (Leskovac) – Ohrid			8:0

1	Borac, Čačak	4	3	0	1	13:5	+8	6

2	Dubočica	4	2	1	1	15:3	+12	5

3	Ohrid	4	0	1	3	2:21	-19	0

Druga grupa:

Sudionici: Trepča (Kosovska Mitrovica), Kožuf (Đevđelija) i Sloga (Kraljevo)

Kožuf (Đevđelija) – Sloga (Kraljevo)			2:4

Trepča (Kosovska Mitrovica) – Kožuf (Đevđelija)	10:0

Sloga (Kraljevo) – Trepča (Kosovska Mitrovica)	1:1

Sloga (Kraljevo) – Kofuf (Đevđelija)			5:0

Kožuf (Đevđelija) – Trepča (Kosovska Mitrovica)	0:4

Trepča (Kosovska Mitrovica) – Sloga (Kraljevo)	2:2, nova 2:1

Sloga se žalila na utakmicu s Trepčom (2:2) jer je za Trepču igrao nepravilno registrirani igrač (Đorđe Drobnjamović). Natjecateljska komisija IV. zone je poništila utakmicu, u ponovljenoj Trepča je pobijedila s 2:1. Sloga se ponovo žalila. Kraljevčani su tvrdili su na ovoj utakmici za Trepču igrala dvojica nepravilno registriranih igrača Drobnjaković i Stoimirović. Utakmica je registrirana službenim rezultatom 3:0 za Slogu koja je tako postala član Četvrte zone. Trepča, koja je već odigrala dvije utakmici u zoni je trebala da se vrati u Skopsko-prištinsku ligu i nije – ostala je i ona u zoni.

1	Trepča, Kosovska Mitrovica	4	2	2	0	17:3	+14	6

2	Sloga, Kraljevo	4	2	2	0	12:5	+7	6

3	Kožuf, Đevđelija	4	0	0	0	2:23	-21	0

Treća grupa:

Sudionici: Belasica (Strumica), Pobeda (Titov Veles) i Rabotnik (Bitolj)

Pobeda (Titov Veles) – Rabotnik (Bitolj)		?

Belasica (Strumica) – Pobeda (Titov Veles)		3:1

Rabotnik (Bitolj) – Belasica (Strumica)		2:1

Rabotnik (Bitolj) – Pobeda (Titov Veles)		1:0, nov 7.8.

Pobeda (Titov Veles) – Belasica (Strumica)		0:0

Belasica (Strumica) – Rabotnik (Bitolj)		0:1 – prekid

1	Rabotnik, Bitolj							

2								

3								

Četvrta grupa:

Sudionici: Grafičar (Skoplje), Osogovo (Kočane), Bratstvo (Gostivar) i Bregalnica (Štip)

Grafičar (Skoplje) – Bregalnica (Štip)			1:1

Osogovo (Kočani) – Bratstvo (Gostivar)			1:3

Bregalnica  (Štip) – Bratstvo (Gostivar)			6:1

Grafičar (Skoplje) – Osogovo (Kočani)			1:2

Bratstvo (Gostivar) – Grafičar (Skoplje)			4:2

Osogovo (Kočane) – Bregalnica (Štip)			1:3

	Bratstvo (Gostivar) – Osogovo (Kočani)			5:3

	Bregalnica (Štip) – Grafičar (Skoplje)			5:1

	Osogovo (Kočani) – Grafičar (Skoplje)			3:1

	Bratstvo (Gostivar) – Bregalnica (Štip)			1:1

	Grafičar (Skoplje) – Bratstvo (Gostivar)			2:6

	Bregalnica (Štip) – Osogovo				1:1

1	Bregalnica, Štip	6	3	3	0	17:6	+11	9

2	Bratstvo, Gostivar	6	4	1	1	20:15	+5	9

3	Osogovo, Kočani	6	2	1	3	11:14	-3	5

4	Grafičar, Skoplje	6	0	1	5	8:21	-13	1

## Unutrašnje poveznice
- Prvenstvo Jugoslavije u nogometu 1954./55.
- Druga savezna liga Jugoslavije u nogometu 1954./55.
- Nogometno prvenstvo Jugoslavije – 3. ligaški rang 1954./55.
- Nogometno prvenstvo Jugoslavije – 2. liga 1955./56.